# Hải Châu, Quảng Châu
Hải Châu (tiếng Trung: 海珠区, Hán Việt: Hải Châu khu) là một thị hạt khu (quận nội thành trực thuộc thành phố cấp phó tỉnh) nằm ở phía nam của Châu Giang, nên thường gọi là "Giang Nam", là một trong những quận thuộc khu Tây của Quảng Châu, tỉnh Quảng Đông, Cộng hòa Nhân dân Trung Hoa. Hải Châu có diện tích 90,4 km2, dân số 830.400 người. Lưu trữ ngày 15 tháng 4 năm 2008 tại Wayback Machine. 

## Các đơn vị hành chính
- Quận này có 18 nhai đạo biện sự xứ: Xích Cương (赤岗)、Tân Cảng (新港)、Tân Giang (滨江)、Tố Xã (素社)、Giang Nam Trung (江南中)、Hải Đổng (海幢)、Nam Hoa Tây (南华西)、Xương Cương (昌岗)、Sa Viên (沙园)、Long Phượng (龙凤)、Thiụy Bảo (瑞宝)、Giang Hải (江海)、Phượng Dương (凤阳)、Nam Thạch (南石头)、Bà Châu (琶洲)、Hoa Châu (华洲)、Quan Châu (官洲) và Nam Châu (南洲).